# جک غول‌کش (فیلم ۲۰۱۳)
جک غول‌کش (به انگلیسی: Jack the Giant Killer) فیلمی در ژانر ماجراجویی فانتزی است که براساس داستان‌های عامیانه انگلیسی «جک و لوبیای سحرآمیز» و «جک غول‌کش» ساخته شده است. این فیلم به کارگردانی برایان سینگر و نویسندگی دارن لمکه، کریستوفر مک‌کوری و دن استادنی و هنرنمایی بازیگرانی همچون نیکلاس هولت در نقش جک، النور تاملینسون، استنلی توچی، ایوان مک‌گرگور، لی بوردمن و بیل نای است. نخستین نمایش فیلم جک غول‌کش در ۲۶ فوریه ۲۰۱۳ در هالیوود بود، و سپس در تاریخ ۱ مارس ۲۰۱۳ در ایالات متحده اکران شد.
این فیلم سینمایی به مدیریت دوبلاژ صالح جراح نجفی در استودیو داب فیلم دوبله شده و از پلتفرم نماوا پخش شده است.

## داستان
در ابتدا در میابیم که در عهد باستان راهب هایی موفق شدند گیاهی ماورالطبیعه پرورش دهند که با رشد سرسام‌آور خود به سمت آسمان مسیری به دنیایی ناشناخته و خطرناک پیش روی آنها قرار میداد. جزیره ای معلق در آسمان به نام گانتوآد. بدین ترتیب راهب ها پای موجوداتی بدذات و شرور را به دنیای انسان ها باز کردند. غول های گانتوآد شهر ها را تحت کنترل خود قرار دادند تا اینکه پادشاهی خردمند به نام اریک موفق شد از قلب یکی از این غول ها تاجی جادویی بسازد و توانست با این تاج جادویی غول ها را برده و گوش به فرمان خود سازد. اریک غول ها را به سرزمین خودشان فرستاد و ساقه لوبیا سحر آمیز را قطع کرد. این داستان برای کشاورز زاده ای به نام جک می تواند مهیج باشد. در همین زمان نجیب زاده ای به نام ایزابل که از نوادگان اریک است نیز این داستان را با حس غرور تعریف میکند...
حدود بیست سال بعد در دربار پادشاه، ایزابل بزرگ شده و پدرش قصد دارد تا او را وادار کند که با شخصی به نام لرد ردریک ازدواج کند. ایزابل اما نمی خواهد با مردی که هیچ علاقه ای به او ندارد ازدواج کند به همین دلیل همواره از قصر گریزان است، لباس پسرانه می پوشد و به تماشای تئاتر می رود.